# کیرگویلونگا
کیرگویلانگا شهری در شهرستان پلا در استان بولکیمده در بورکینافاسوی غربی مرکزی است جمعیت آن ۱۳۵۷ نفر است.